# P'tit Quinquin (mini-série)
Pour les articles homonymes, voir P'tit Quinquin.
Coincoin et les Z'inhumains
P'tit Quinquin est une mini-série française en quatre épisodes réalisée par Bruno Dumont. Le style est clairement burlesque, comique et dramatique. Elle est diffusée sur Arte les 18 et 25 septembre 2014 et est suivie par Coincoin et les Z'inhumains en 2018.
La série est sélectionnée à la Quinzaine des réalisateurs lors du festival de Cannes 2014.

## Synopsis
P'tit Quinquin (Alane Delhaye), un garçon du Boulonnais, occupe ses vacances comme il peut, avec ses amis. Un jour, ils voient un hélicoptère de la gendarmerie survoler la plage puis sortir une vache morte d'un blockhaus. Le commandant Roger Van der Weyden (Bernard Pruvost), accompagné de Rudy Carpentier (Philippe Jore), mène l'enquête sur cette découverte macabre : une femme démembrée est retrouvée dans le ventre de la vache.
Lors des obsèques, P'tit Quinquin sert la messe.
Par la suite, d'autres crimes sont découverts, l'enquête démontre des liens communs avec la famille LeBleu.

## Fiche technique
- Titre : P'tit Quinquin
- Réalisation : Bruno Dumont
- Scénario : Bruno Dumont

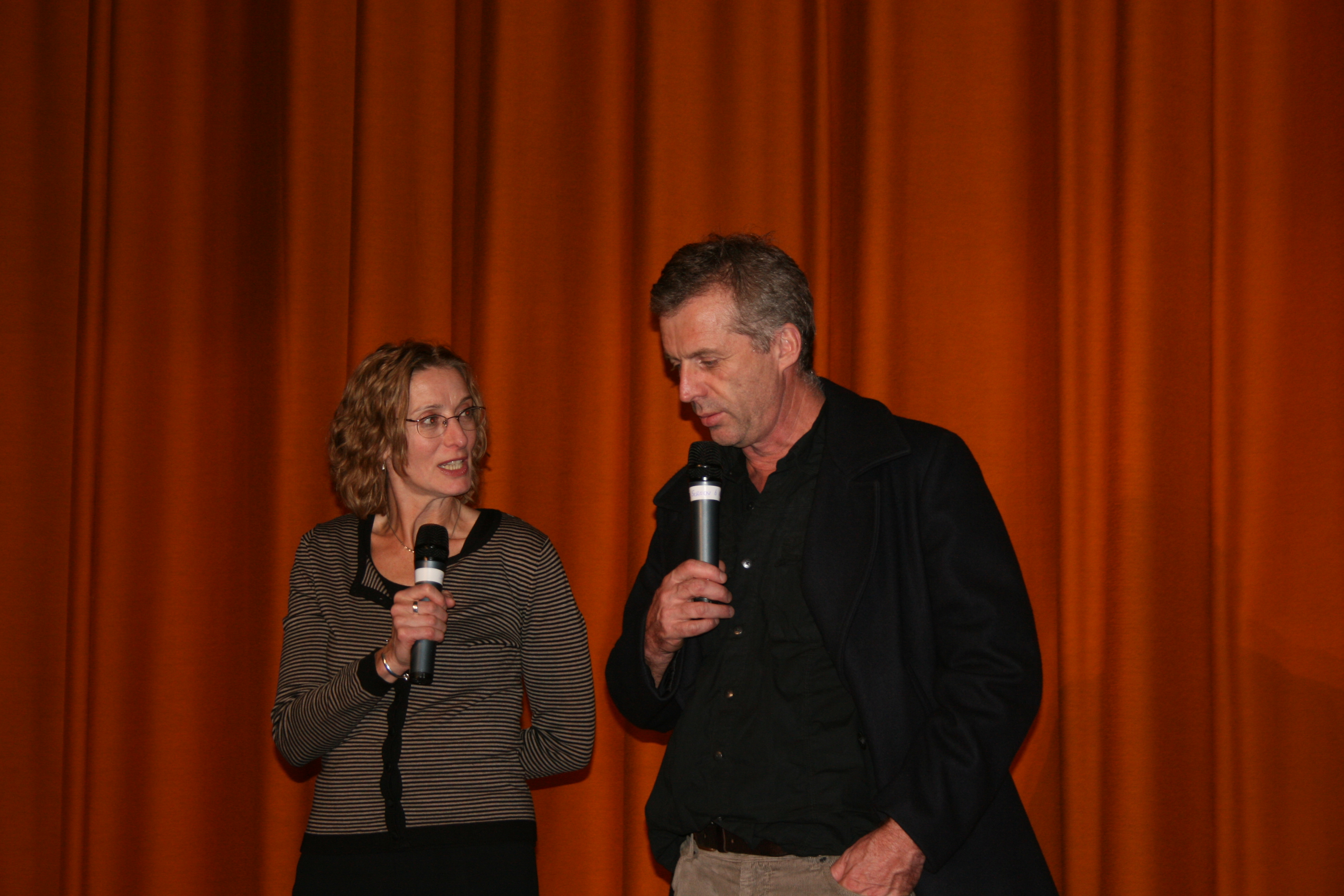
Bruno Dumont en 2009.

- Montage : Bruno Dumont et Basile Belkhiri
- Photographie : Guillaume Deffontaines
- Directeur de Casting : Clément Morelle
- Conseiller casting : Claude Debonnet
- Son : Philippe Lecoeur, Olivier Walczak, Emmanuel Croset
- Costumes : Alexandra Charles
- Production : Jean Bréhat, Rachid Bouchareb, Muriel Merlin
- Sociétés de production : 3B Productions, Arte France, Pictanovo et le soutien de la région Nord-Pas-de-Calais et Le Fresnoy, avec la participation de TV5 Monde, CNC, en association avec Cofinova 10
- Pays d'origine :  France
- Langues originales : français, picard
- Chaîne d'origine : Arte
- Dates de diffusion : 18 et 25 septembre 2014

## Distribution

### Personnages récurrents
- Alane Delhaye : Alane Lebleu (nom révélé à l'épisode 3) dit "P'tit Quinquin"
- Lucy Caron : Eve Terrier
- Bernard Pruvost : le commandant Van der Weyden
- Philippe Jore : le lieutenant Rudy Carpentier
- Philippe Peuvion : M. Lebleu, le père de Quinquin
- Céline Sauvage : Mme Lebleu, la mère de Quinquin
- Lisa Hartmann : Aurélie Terrier, sœur d'Eve
- Julien Bodard : Kevin
- Corentin Carpentier : Jordan

### Personnages épisodiques
- Cédric Lemaire : le jeune prêtre (épisode 1)
- Stéphane Gallais : le prêtre plus âgé (épisode 1)
- Benoit Géneau de Lamarlière : M. Terrier (épisode 1)
- Didier Desprès : René, le marchand de frites (épisode 1)
- Bruno Darras : le bedeau (épisodes 1 et 2)
- Stéphane Boutillier : M. Lebleu (épisodes 1,2,3)
- Frédéric Castagno : le vétérinaire (épisodes 1,2,4)
- Andrée Peuvion : grand-mère Lebleu (épisodes 1,2,4)
- Lucien Chaussoy : grand-père Lebleu (épisodes 1,2,4)
- Cindy Louguet : Mme Campin (épisodes 1 et 3)
- Pascal Fresch : M. Campin (épisodes 1,3,4)
- Didier Hennuyer : l'organiste dans l'église (épisodes 1 et 4)
- Catherine Juritt : Mme Bhiri (épisode 2)
- Yacine Kellal : le copain de Mohamed (épisode 2)
- Nathan Labit : Ch’tiderman (épisode 2)
- Camille Cazier : Elodie (épisode 2)
- Céline Cazier : Patricia (épisode 2)
- Hamid Chtioui : le sacrificateur (épisode 2)
- Kenjy Poure : le présentateur (épisode 2)
- Eghosa Jonathan Orumwense : contremaître chantier (épisode 2)
- Salfouta Safay : travailleur chantier (épisode 2)
- Dita Dituasilua-Matuasilua : travailleur chantier (épisode 2)
- Sébastien Liss : le vacher (épisodes 2 et 3)
- Baptiste Anquez : Mohamed Bhiri (épisodes 2,3,4)
- Jason Cirot : Dany Lebleu (épisodes 2,3,4)
- Myriam Habibe-Zahmani : la journaliste (épisode 3)
- Raphaël Leroy : le caméraman (épisode 3)
- Raphael Mourgues : le procureur (épisode 3)
- Coralie Renzi : Jennifer, la copine d'Aurélie (épisode 3)
- Eric Legagneur : l'officier de gendarmerie (épisode 4)
- Roger Tourret : le Maire (épisode 3)
- Jean Ruano Camaro : Un ancien combattant (épisode 3)
- Musiciens de la Lyre Marquisienne (épisode 3)
- Brigitte Persson : la cliente anglaise du restaurant "La Sirène" (épisode 3)
- Antoine Serra : Guitariste (Chanson "Cause I Knew") (épisode 2)
- Valentin Coolen : Bassiste (Chanson "Cause I Knew") (épisode 2)
- Clément Demont : Batteur (Chanson "Cause I Knew") (épisode 2)
- Aury Chassignol : Guitariste et chanteur de "Remember") (épisode 2)
- Julien Ringot : Guitariste de "Remember" (épisode 2)
- Camille Cordonnier

## Épisodes
1. L'bêt'humaine
2. Au cœur du mal
3. L'diable in perchonne
4. … Allah Akbar !

## Projet et réalisation

### Tournage
Arte a « donné carte blanche » à Bruno Dumont pour réaliser cette mini-série.
Bruno Dumont ne fait jouer que des comédiens amateurs locaux : « J'ai choisi de travailler avec des gens du cru qui évoluent naturellement dans le décor » ; « […] le commissaire […] jouait avec une oreillette, parce qu'il ne savait pas tout son texte par cœur. Du coup, il jouait en m'écoutant, et en regardant ses marques au sol. Les éléments techniques habituels d'un tournage participaient de l'étrangeté de son jeu ». La première saison a principalement été tournée à Audresselles et dans les environs du site des deux Caps. La seconde devrait l'être à Ambleteuse.
Le tournage dans l'église, malgré le jeu ambigu des personnages célébrant la messe, a bien reçu l'accord du diocèse d'Arras mais à plusieurs conditions : qu'il ne soit fait aucune mention du nom de l'église (lieu du tournage), qu'il ne soit proféré aucune parole outrageante par le personnage du prêtre et que la paroisse fictive soit considérée comme faisant partie du diocèse de Desvres (diocèse fictif qui n'a jamais existé).

### Musiques
La chanson Cause I Knew, chantée par le personnage d'Aurélie Terrier lors de l'épisode 1 durant l'enterrement, et durant l'épisode 2 lors du télé-crochet, est une œuvre personnelle de la comédienne-interprète, Lisa Hartmann.
La chanson du générique, Le P'tit Quinquin, est interprétée par Alane Delhaye et Lucy Caron, les enfants acteurs du personnage de "P'tit Quinquin" et de celui d'Eve Terrier.

## Accueil et audiences
De manière générale, la série suscita l'enthousiasme de la presse dès sa projection à la Quinzaine des Réalisateurs. La série fait la une des Cahiers du cinéma de septembre 2014. Dans son éditorial, Stéphane Delorme présente P'tit Quinquin comme une « bombe » et voit dans la série un « geste radical». Les Cahiers évoquèrent même le fait qu'ils aient vu le meilleur film de l'année, ainsi que la production la plus drôle depuis longtemps. La série y est classée à l'unanimité numéro 1 du Top Ten 2014.
Du côté des spectateurs, la série divise : certains trouvent la série très drôle, d'autres trouvent le scénario mal écrit et sont choqués par l'image donnée de la région et de ses habitants.
Les deux premiers épisodes, diffusés le 18 septembre 2014, réunissent 1,4 million de téléspectateurs pour 5,9 % de part de marché. Les deux suivants, diffusés le 25 septembre 2014, se maintiennent à 1,3 million de téléspectateurs.

## DVD
P'tit Quinquin est sorti en DVD et Blu-ray le 7 octobre 2014.

## Suites
Une saison 2 suit, et s'intitule Coincoin et les Z'inhumains, initialement Coin coin et les exchtraterrestres. Celle-ci est tournée à partir de juillet 2017. Une bande annonce est diffusée à partir de mai 2018.
Le film L'Empire, sorti au cinéma en 2024, reprend les personnages de gendarmes de P'tit Quinquin, sans en être véritablement une suite.

## Distinctions et sélections
- Festival de Cannes 2014 : sélection « Quinzaine des réalisateurs » (séances spéciales)[16],[17] ;
- Festival international du film de Toronto 2014 : sélection « Contemporary World Cinema ».
- Globe de Cristal 2015 : nommé pour la meilleure série ou téléfilm
- Prix de l'association des critiques de séries[18] :
  - Meilleure série
  - Meilleur réalisateur pour Bruno Dumont
  - Nomination au meilleur scénario pour Bruno Dumont
  - Nomination au meilleur acteur pour Bernard Pruvost
- Classé premier du classement 2014 des Cahiers du cinéma